# Misumena spinifera
Misumena spinifera är en spindelart som först beskrevs av John Blackwall 1862.  Misumena spinifera ingår i släktet Misumena och familjen krabbspindlar. Inga underarter finns listade i Catalogue of Life.